# Duitse militaire begraafplaats in Großlittgen
De Duitse militaire begraafplaats in Großlittgen is een militaire begraafplaats in Rijnland-Palts, Duitsland. Op de begraafplaats liggen omgekomen Duitse militairen uit de Tweede Wereldoorlog.

## Begraafplaats
Op de begraafplaats rusten 580 Duitse militairen. De meesten kwamen in de laatste fase van de Tweede Wereldoorlog om het leven. Het gebied rond Großlittgen lag enige tijd in de frontlinie. De slachtoffers zijn in de strijd gesneuvelden en overleden gewonden uit het nabij gelegen hospitaal, dat in de abdij van Himmerod gelegen was.